# Rio Claro (vattendrag i Brasilien, São Paulo, lat -22,83, long -49,15)
Rio Claro är ett vattendrag i Brasilien.   Det ligger i delstaten São Paulo, i den södra delen av landet, 800 km söder om huvudstaden Brasília.
Omgivningarna runt Rio Claro är huvudsakligen savann. Runt Rio Claro är det glesbefolkat, med 9 invånare per kvadratkilometer.